# Aristolochia lingua
Aristolochia lingua är en piprankeväxtart som beskrevs av Gustaf Oskar Andersson Malme. Aristolochia lingua ingår i släktet piprankor, och familjen piprankeväxter. Utöver nominatformen finns också underarten A. l. acuminata.